# Estación Toba
Toba era una estación de ferrocarril ubicada en la localidad homónima, departamento Vera, provincia de Santa Fe, Argentina
La estación fue habilitada en 1890 por el Ferrocarril Provincial de Santa Fe.

## Servicios
Era una de las estaciones intermedias del Ramal F del Ferrocarril General Belgrano.